# 미얀마 U-23 축구 국가대표팀
미얀마 U-23 축구 국가대표팀은 미얀마를 대표하는 23세 이하 축구 국가대표팀으로 아시아 전체에서는 최약체로 평가되는 팀이지만 동남아시아 내에서는 준결승 이상의 준수한 성적을 거두고 있는 팀이며 현재까지 하계 올림픽 본선 기록은 전무하다.

## 국제 대회 경력

### AFC U-23 아시안컵
미얀마의 AFC U-23 아시안컵 본선 출전은 현재까지 2013년 대회가 유일하며 그나마도 오만, 대한민국, 요르단을 상대로 3전 전패·A조 최하위에 머무르며 조별리그 탈락의 쓴 맛을 봤고 그 이후의 본선 기록은 전무하다.

### 아시안 게임
아시안 게임에는 2번 출전하여 이 중 2022년 대회에서 16강에 진출하며 성인대표팀 시절 8강에 올랐던 1974년 대회 이후 49년만에 아시안 게임 토너먼트 진출에 성공했다.

### 동남아시아 경기 대회
2001년 대회를 시작으로 현재까지 10번의 동남아시아 경기 대회에 모두 출전하여 2007년과 2015년 대회에서 은메달을 획득했고 2001년과 2011년 그리고 2019년 대회에서는 동메달을 목에 거는 등 5번의 대회에서 메달 수확에 성공했다.

## 기타 국제 대회 경력
미얀마 그랜드 로열 챌린지컵에는 2번 참가하여 2005년에는 우승을, 2006년에는 준우승을 차지했고 메르데카 국제축구대회에는 2013년 대회에 유일하게 참가하여 이 대회에서 준우승을 차지했다.

## 주요 대회 성적

### 올림픽
| 연도                                       | 결과      | 경기      | 승        | 무        | 패        | 득점      | 실점      |
| ------------------------------------------ | --------- | --------- | --------- | --------- | --------- | --------- | --------- |
| 모든 연령의 선수 참가에서 23세 이하로 변경 |           |           |           |           |           |           |           |
| 1992년                                     | 예선 탈락 | 예선 탈락 | 예선 탈락 | 예선 탈락 | 예선 탈락 | 예선 탈락 | 예선 탈락 |
| 1996년                                     | 예선 탈락 | 예선 탈락 | 예선 탈락 | 예선 탈락 | 예선 탈락 | 예선 탈락 | 예선 탈락 |
| 2000년                                     | 예선 탈락 | 예선 탈락 | 예선 탈락 | 예선 탈락 | 예선 탈락 | 예선 탈락 | 예선 탈락 |
| 2004년                                     | 예선 탈락 | 예선 탈락 | 예선 탈락 | 예선 탈락 | 예선 탈락 | 예선 탈락 | 예선 탈락 |
| 2008년                                     | 예선 탈락 | 예선 탈락 | 예선 탈락 | 예선 탈락 | 예선 탈락 | 예선 탈락 | 예선 탈락 |
| 2012년                                     | 예선 탈락 | 예선 탈락 | 예선 탈락 | 예선 탈락 | 예선 탈락 | 예선 탈락 | 예선 탈락 |
| 2016년                                     | 예선 탈락 | 예선 탈락 | 예선 탈락 | 예선 탈락 | 예선 탈락 | 예선 탈락 | 예선 탈락 |
| 2020년                                     | 예선 탈락 | 예선 탈락 | 예선 탈락 | 예선 탈락 | 예선 탈락 | 예선 탈락 | 예선 탈락 |
| 합계                                       | 0/6       | 0         | 0         | 0         | 0         | 0         | 0         |

### 아시안 게임
| 아시안 게임 기록                           | 아시안 게임 기록 | 아시안 게임 기록 | 아시안 게임 기록 | 아시안 게임 기록 | 아시안 게임 기록 | 아시안 게임 기록 | 아시안 게임 기록 | 아시안 게임 기록 | 아시안 게임 기록 |
| 년도                                       | 결과             | 순위             | 경기             | 승               | 무*              | 패               | 득점             | 실점             | 승점             |
| ------------------------------------------ | ---------------- | ---------------- | ---------------- | ---------------- | ---------------- | ---------------- | ---------------- | ---------------- | ---------------- |
| 모든 연령의 선수 참가에서 23세 이하로 변경 |                  |                  |                  |                  |                  |                  |                  |                  |                  |
| 2002년                                     | 불참             | 불참             | 불참             | 불참             | 불참             | 불참             | 불참             | 불참             | 불참             |
| 2006년                                     | 불참             | 불참             | 불참             | 불참             | 불참             | 불참             | 불참             | 불참             | 불참             |
| 2010년                                     | 불참             | 불참             | 불참             | 불참             | 불참             | 불참             | 불참             | 불참             | 불참             |
| 2014년                                     | 불참             | 불참             | 불참             | 불참             | 불참             | 불참             | 불참             | 불참             | 불참             |
| 2018년                                     | 조별리그         | 17위             | 3                | 1                | 1                | 1                | 3                | 4                | 4                |
| 합계                                       | 9회 출전(2/6)    | 16강(1회)        | 34               | 13               | 8                | 13               | 51               | 60               | 47               |

### AFC U-23 아시안컵
| 연도   | 결과                              | 경기                              | 승                                | 무                                | 패                                | 득점                              | 실점                              |
| ------ | --------------------------------- | --------------------------------- | --------------------------------- | --------------------------------- | --------------------------------- | --------------------------------- | --------------------------------- |
| 2013년 | 조별예선                          | 3                                 | 0                                 | 0                                 | 3                                 | 1                                 | 13                                |
| 2016년 | 예선 탈락                         | 예선 탈락                         | 예선 탈락                         | 예선 탈락                         | 예선 탈락                         | 예선 탈락                         | 예선 탈락                         |
| 2018년 | 예선 탈락                         | 예선 탈락                         | 예선 탈락                         | 예선 탈락                         | 예선 탈락                         | 예선 탈락                         | 예선 탈락                         |
| 2020년 | 예선 탈락                         | 예선 탈락                         | 예선 탈락                         | 예선 탈락                         | 예선 탈락                         | 예선 탈락                         | 예선 탈락                         |
| 2022년 | 예선 탈락                         | 예선 탈락                         | 예선 탈락                         | 예선 탈락                         | 예선 탈락                         | 예선 탈락                         | 예선 탈락                         |
| 2024년 | 예선 탈락                         | 예선 탈락                         | 예선 탈락                         | 예선 탈락                         | 예선 탈락                         | 예선 탈락                         | 예선 탈락                         |
| 합계   | 1/6                               | 3                                 | 0                                 | 0                                 | 3                                 | 1                                 | 13                                |
| 순위   | AFC U-23 챔피언십 통산 순위: 21위 | AFC U-23 챔피언십 통산 순위: 21위 | AFC U-23 챔피언십 통산 순위: 21위 | AFC U-23 챔피언십 통산 순위: 21위 | AFC U-23 챔피언십 통산 순위: 21위 | AFC U-23 챔피언십 통산 순위: 21위 | AFC U-23 챔피언십 통산 순위: 21위 |

- 참고: AFC U-23 챔피언십이 올림픽 축구 아시아 지역 예선 역할을 한다.

## 같이 보기
- 미얀마 축구 연맹
- 미얀마 축구 국가대표팀
- 미얀마 여자 축구 국가대표팀
- 미얀마 내셔널리그